# NGC 284
NGC 284 (ook wel PGC 3132, MCG -2-3-33 of NPM1G -13.0035) is een elliptisch sterrenstelsel in het sterrenbeeld walvis. NGC 284 staat op ongeveer 480 miljoen lichtjaar van de Aarde.
NGC 284 werd in 1886 ontdekt door de Amerikaanse astronoom Francis Preserved Leavenworth.